# Josefina Escolano Sopena
Josefina Escolano Sapena (5 de junio de 1905, Caudete (Albacete) – 11 de octubre de 1983, Valencia), también conocida por el seudónimo María de Gracia Ifach, fue una crítica literaria y escritora española.

## Carrera literaria

### Como escritora
En 1925 arrancó su carrera de novelista con la publicación de La eterna bestia en una colección de literatura femenina. También comenzó su colaboración para la valenciana editorial Sempere como traductora.
Retomó su actividad literaria tras la Guerra Civil, periodo en el que recorrió Bélgica y Francia.
En 1945 publicó su libro de relatos Locura la vida es y, en 1951, Espejismo. También en este año publicó un cuento largo, No lo creerá y El dedal perdido.
También, en colaboración con su marido, Francisco Ribes, publicó dos biografías sobre el pintor malagueño Picasso: Pablo R. Picasso (1977) y Picasso (1983).

### Como crítica
Su faceta más destacada fue su labor crítica, toda ella bajo seudónimo.
Colaboró a su regreso en diversas revistas como Ínsula e Índice haciendo críticas literarias.
En 1952 colaboró en la selección de textos de Antología consultada de la joven poesía española; en 1958 tradujo la obra de Ronald Matthews Graham Greene y, en 1960, apareció Cuatro poetas de hoy: José Luis Hidalgo, Gabriel Celaya, Blas de Otero, José Hierro, una antología comentada.
En 1960 publicó Antología. Miguel Hernández y también elaboró el prólogo de Obras completas: poesía, prosa y teatro, edición de toda la obra del poeta oriolano que ordenaron y supervisaron Elvio Romero y Andrés Román Vázquez.
Años más tarde, en 1975, publicó Miguel Hernández, rayo que no cesa, que la convirtió en referente esencial para la comprensión de la poesía hernandiana. También aparecieron este año Miguel Hernández y Homenaje a Miguel Hernández, nueva antología suya de la que también escribe el prólogo.
El año siguiente, 1976, preparó Obra poética completa, del poeta Luis Hidalgo y, en 1981, Cuentos para mayores.
También dedicó al poeta de Orihuela Vida de Miguel Hernández (1982). En este año también escribió el prólogo, las notas y la selección de textos de Antología poética. Manuel Machado.
Dejó acabado, antes de su muerte, el estudio preliminar de Prosas líricas y aforismos,  también dedicado a Miguel Hernández y que no se publicó hasta 1986.

### Como poeta
Dos poemas suyos, los únicos de los que se tiene noticia (La niña estaba jugando y Miro a la tierra y el cielo), aparecieron publicados en 1985, musicados por Antón García Abril.